# Pfennigwöhr
Das Pfennigwöhr, auch Pfennigswöhr genannt, ist ein Baggersee mit Verbindung zum Main in Sommerach im unterfränkischen Landkreis Kitzingen. 

## Geografische Lage
Das Pfennigwöhr liegt im Südwesten von Sommerach am linken Ufer des sogenannten Altmains, der durch den Bau des Mainkanals zwischen Volkach und Gerlachshausen von der Wasserstraße abgetrennt wurde. Im Norden führt in einiger Entfernung die Kreisstraße KT 29 vorbei, die die beiden Weininselgemeinden Nordheim am Main und Sommerach miteinander verbindet. Der See wird im Südosten vom Sommeracher Campingplatz begrenzt, für dessen Anlage Teile des Gewässers wieder verfüllt wurden. Die Straße Am See führt vom Maintor aus in Richtung des Gewässers. 

## Geschichte
Der Name Pfennigwöhr verweist auf eine Flurlage, die bereits im 19. Jahrhundert an der Stelle des heutigen Sees existierte. Das Areal war in der Vergangenheit immer wieder von Überschwemmungen des Mains bedroht, weshalb hier lediglich Wiesenflächen extensiv bewirtschaftet wurden. Nach dem Ende des Zweiten Weltkrieges führte der Baubedarf auch in Sommerach źur Ausbeutung von Sand- und Kiesböden in Mainnähe. Diese Rohstoffe wurden insbesondere für den Ausbau der Straßen in Unterfranken verwendet. Erste Baggerarbeiten fanden 1948 statt und brachten bis 1962 einen ersten See etwas weiter im Norden hervor.
Allerdings musste diese Fläche bis in die 1980er Jahre wieder verfüllt werden, da hier der Sommeracher Campingplatz entstand und immer wieder Erweiterungen erfuhr. Seit 1956 trieb die Kitzinger Firma Lenz-Ziegler-Reifenscheid die Ausbeutung der Kiesgruben um Sommerach voran. 1962 begannen die Baggerarbeiten am Pfennigwöhr. Bereits 1970 war der See auf seine heutige Größe angewachsen. Der See diente als Retentionsfläche zum Abfangen der jährlichen Mainhochwasser und wurde bald auch als Badesee touristisch genutzt.

## Schutzgebiete
Das Pfennigwöhr liegt in einem Gebiet, in dem es Schutzgebiete nahezu aller Schutzkategorien gibt. Die gesamte Fläche ist Teil des Landschaftsschutzgebietes Volkacher Mainschleife, der größten Flussmäanderlandschaft in Bayern. Viele Biotope ziehen sich um den See, darunter vor allem die im Zuge der Renaturierung entstandenen Auwaldfragmente und Gewässerbegleitgehölze. Der See ist Teil des Fauna-Flora-Habitats Mainaue zwischen Grafenrheinfeld und Kitzingen. 
Besondere Bedeutung für die Fauna um den See hat die Lage im Vogelschutzgebiet Maintal zwischen Schweinfurt und Dettelbach. Zwischen 2006 und 2015 konnten insgesamt 107 Vogelarten um den See ausgemacht werden. Darunter sind 35 Arten in der bayerischen Roten Liste eingetragen. Im Auwald am See, insbesondere auch im auf der Landzunge im Süden des Sees stehenden Wald, nistet die Nachtigall (Luscinia megarhynchos).